# Art Babbitt
Art Babbitt, właśc. Arthur Harold Babitsky (ur. 8 października 1907, zm. 4 marca 1992) – amerykański animator. Pracował dla wytwórni Walta Disneya. Stworzył m.in. postać Goofy’ego.